# Kunming Airlines
Kunming Airlines (昆明航空公司) là một hãng hàng không có trụ sở tại Côn Minh, Vân Nam, Cộng hòa Nhân dân Trung Hoa được thành lập vào năm 2005.
Trong tháng 11 năm 2005 người ta báo cáo rằng Tập đoàn Sichuan Airlines sẽ đầu tư 4 triệu USD để mua lại 40% cổ phần tại Kunming Airlines, mà sẽ hoạt động dịch vụ vận chuyển hành khách và hàng hóa. Phi công sẽ được cung cấp bởi Sichuan Airlines và các nhà đầu tư tư nhân Wang và Wang Hui Qingmin sẽ đầu tư vào 40 và 20% cổ phần còn lại một cách tương ứng.